# Ermanno II di Promnitz
Ermanno II di Promnitz (Sorau, 22 agosto 1683 – Sorau, 7 settembre 1745) fu principe di Pless.

## Biografia
Egli prestò servizio come consigliere privato di Augusto II di Polonia, elettore di Sassonia e re di Polonia, e successivamente come ministro sotto il suo figlio e successore Augusto III.
Nel 1703, alla morte del padre, Ermanno II ascese al trono famigliare ed ereditò i vasti possedimenti della casata che amministrò personalmente. Egli introdusse un tono decisamente culturale nel suo principato chiamando a sé compositori del calibro di Wolfgang Caspar Printz e Georg Philipp Telemann quali maestri di cappella per la sua residenza.

## Matrimonio e figli
Nel 1705 Ermanno II sposò Anna Maria (17 giugno 1683 – 16 marzi 1731), figlia del duca Giovanni Adolfo I di Sassonia-Weissenfels. La coppia ebbe i seguenti figli:
- Cristina Giovanna Emilia (15 settembre 1708 - 20 febbraio 1732), sposò nel 1726 il principe Augusto Luigi di Anhalt-Köthen
- Anna Federica (30 maggio 1711 - 31 marzo 1750), sposò nel 1732 il principe Augusto Luigi di Anhalt-Köthen
- Giovanna Sofia (1713-1713)
- Baldassarre Ermanno (1715-1715)
- Maria Elisabetta (24 ottobre 1717 - 20 luglio 1741), sposò Enrico Ernesto II di Stolberg-Wernigerode (1716–1778)
- Giovanni Ermanno (2 febbraio 1719 - 4 luglio 1785), sposò Carolina di Schönaich-Carolath
- Agnese Sofia (14 maggio 1720 - 2 agosto 1791), sposò Enrico XXVIII di Reuss-Ebersdorf, figlio del conte Enrico XXIX di Reuss-Ebersdorf

Alla morte della prima moglie, Ermanno II si risposò con Enrichetta Eleonora (1º gennaio 1706 - 7 aprile 1762), figlia del conte Enrico XV di Reuss-Lobenstein (1674–1739). La coppia ebbe un solo figlio:
- Sigfrido di Promnitz-Drehna (22 maggio 1734 - 27 febbraio 1760), sposò Guglielmina Luisa Costantina (15 luglio 1733 - 18 febbraio 1766), figlia del conte Federico Carlo Augusto di Lippe-Biesterfeld.

## Ascendenza
|                                                        |                                       |                                                    | Genitori                                          |  |  | Nonni |  |  | Bisnonni                                            |  |  | Trisnonni                                          |  |
|                                                        |                                       |                                                    |                                                   |  |  |       |  |  | Siegmund Seyfried von Promnitz, IV principe di Pleß |  |  | Heinrich Anselm von Promnitz, III principe di Pleß |  |
|                                                        |                                       |                                                    |                                                   |  |  |       |  |  | Siegmund Seyfried von Promnitz, IV principe di Pleß |  |  | Heinrich Anselm von Promnitz, III principe di Pleß |  |
|                                                        |                                       | baronessa Sophie Kurcpach z Trachenburka           |                                                   |  |  |       |  |  | Siegmund Seyfried von Promnitz, IV principe di Pleß |  |  |                                                    |  |
| Erdmann I Leopold von Promnitz, V principe di Pleß     |                                       |                                                    |                                                   |  |  |       |  |  | Siegmund Seyfried von Promnitz, IV principe di Pleß |  |  |                                                    |  |
|                                                        |                                       | baronessa Anna Margaretha von Putbus               | Friedrich Erdmann, barone di Putbus               |  |  |       |  |  |                                                     |  |  |                                                    |  |
|                                                        |                                       | baronessa Anna Margaretha von Putbus               | Friedrich Erdmann, barone di Putbus               |  |  |       |  |  |                                                     |  |  |                                                    |  |
|                                                        |                                       | baronessa Anna Margaretha von Putbus               | contessa Sabine Hedwig von Eberstein              |  |  |       |  |  |                                                     |  |  |                                                    |  |
| Balthasar II Erdmann von Promnitz, VI principe di Pleß |                                       | baronessa Anna Margaretha von Putbus               |                                                   |  |  |       |  |  |                                                     |  |  |                                                    |  |
|                                                        |                                       | Moritz III, barone di Racknitz                     | Christoph, barone di Racknitz                     |  |  |       |  |  |                                                     |  |  |                                                    |  |
|                                                        |                                       | Moritz III, barone di Racknitz                     | Christoph, barone di Racknitz                     |  |  |       |  |  |                                                     |  |  |                                                    |  |
|                                                        |                                       | Moritz III, barone di Racknitz                     | Helene von Welz                                   |  |  |       |  |  |                                                     |  |  |                                                    |  |
| baronessa Eleonore von Racknitz                        |                                       | Moritz III, barone di Racknitz                     |                                                   |  |  |       |  |  |                                                     |  |  |                                                    |  |
|                                                        |                                       | contessa Anna Katharina von Dietrichstein          | Erasmus, barone di Dietrichstein                  |  |  |       |  |  |                                                     |  |  |                                                    |  |
|                                                        |                                       | contessa Anna Katharina von Dietrichstein          | Erasmus, barone di Dietrichstein                  |  |  |       |  |  |                                                     |  |  |                                                    |  |
|                                                        |                                       | contessa Anna Katharina von Dietrichstein          | Juliana Wagen von Wagensperg                      |  |  |       |  |  |                                                     |  |  |                                                    |  |
| Erdmann II von Promnitz, VII principe di Pleß          |                                       | contessa Anna Katharina von Dietrichstein          |                                                   |  |  |       |  |  |                                                     |  |  |                                                    |  |
|                                                        | Heinrich III, conte di Reuss-Saalberg | Heinrich II, conte di Reuß-Gera                    |                                                   |  |  |       |  |  |                                                     |  |  |                                                    |  |
|                                                        | Heinrich III, conte di Reuss-Saalberg | Heinrich II, conte di Reuß-Gera                    |                                                   |  |  |       |  |  |                                                     |  |  |                                                    |  |
|                                                        | Heinrich III, conte di Reuss-Saalberg | contessa Magdalene von Schwarzburg-Rudolstadt      |                                                   |  |  |       |  |  |                                                     |  |  |                                                    |  |
| Heinrich I, conte di Reuss-Schleiz                     | Heinrich III, conte di Reuss-Saalberg |                                                    |                                                   |  |  |       |  |  |                                                     |  |  |                                                    |  |
|                                                        |                                       | contessa Juliane Elisabeth von Salm-Neufville      | Friedrich I, conte di Salm-Neufville              |  |  |       |  |  |                                                     |  |  |                                                    |  |
|                                                        |                                       | contessa Juliane Elisabeth von Salm-Neufville      | Friedrich I, conte di Salm-Neufville              |  |  |       |  |  |                                                     |  |  |                                                    |  |
|                                                        |                                       | contessa Juliane Elisabeth von Salm-Neufville      | contessa Sibylle Juliane von Isenburg-Birstein    |  |  |       |  |  |                                                     |  |  |                                                    |  |
| contessa Emilie Agnes Reuß-Schleiz                     |                                       | contessa Juliane Elisabeth von Salm-Neufville      |                                                   |  |  |       |  |  |                                                     |  |  |                                                    |  |
|                                                        |                                       | Julius III, conte di Hardegg-Glatz-Machlande       | Georg Friedrich, conte di Hardegg-Glatz-Machlande |  |  |       |  |  |                                                     |  |  |                                                    |  |
|                                                        |                                       | Julius III, conte di Hardegg-Glatz-Machlande       | Georg Friedrich, conte di Hardegg-Glatz-Machlande |  |  |       |  |  |                                                     |  |  |                                                    |  |
|                                                        |                                       | Julius III, conte di Hardegg-Glatz-Machlande       | baronessa Sidonie zu Herberstein                  |  |  |       |  |  |                                                     |  |  |                                                    |  |
| contessa Esther zu Hardegg-Glatz-Machlande             |                                       | Julius III, conte di Hardegg-Glatz-Machlande       |                                                   |  |  |       |  |  |                                                     |  |  |                                                    |  |
|                                                        |                                       | contessa Joanna Susanna zu Hardegg-Glatz-Machlande | Johann Wilhelm, conte di Hardegg-Glatz-Machlande  |  |  |       |  |  |                                                     |  |  |                                                    |  |
|                                                        |                                       | contessa Joanna Susanna zu Hardegg-Glatz-Machlande | Johann Wilhelm, conte di Hardegg-Glatz-Machlande  |  |  |       |  |  |                                                     |  |  |                                                    |  |
|                                                        |                                       | contessa Joanna Susanna zu Hardegg-Glatz-Machlande | baronessa Esther Elisabeth zu Herberstein         |  |  |       |  |  |                                                     |  |  |                                                    |  |
|                                                        |                                       | contessa Joanna Susanna zu Hardegg-Glatz-Machlande |                                                   |  |  |       |  |  |                                                     |  |  |                                                    |  |

## Onorificenze
| Controllo di autorità | VIAF (EN) 40243574 · ISNI (EN) 0000 0000 3340 052X · CERL cnp00442186 · LCCN (EN) n2001022721 · GND (DE) 121773205 |